# Jaśkowa Góra
Jaśkowa Góra – wzniesienie o wysokości 82,3 m n.p.m. położone w woj. pomorskim na obszarze miasta Gdańska, w obrębie dzielnicy Wrzeszcz Górny.
U podnóża "Jaśkowej Góry" znajduje się Teatr Leśny. Na południowy wschód od "Jaśkowej Góry", w odległości ok. 150 m przebiega ul. Jaśkowa Dolina. Pobliskim wzgórzem jest Strzyska Góra.